# 문관일
문관일(1962년 4월 7일 ~ )은 한국의 남자 성우다. 1987년 연극 배우로 활동하다가 1988년 KBS 21기 공채 성우로 데뷔했다.

## 작품

### 애니메이션
- 사이버영혼 바스토프레몬(KBS) - 모데라토
- 은혼(투니버스)
- 나루토(투니버스) - 호시가키 키사메
- 나루토 질풍전(투니버스) - 호시가키 키사메
- 요랑아 요랑아(KBS) - 뿌뚜
- 요랑아 노래하자(KBS) - 뿌뚜
- 슈퍼 그랑죠(SBS)
- 달려라 부메랑(SBS)
- 전설의 용자 다간(KBS)
- 달의요정 세일러문(KBS) - 에드워드
- 검정고무신(KBS) - 근석이 아버지
- 카드왕 믹스마스터(KBS)
- 태극천자문(KBS) - 드란 / 파이론 / 자레스
- 마크로스(SBS) - 프랭크 / 짐
- 명탐정 코난 (투니버스) - 송지섭 / 우남기 / 형사(6기) / 도정태(15기)
- 채채퐁 김치퐁(KBS) - 눈동그리
- 뾰로롱 꼬마마녀(KBS) - 23화 장난감들의 반란에서 탱크장난감, 27화 분홍빛 펭귄에서 펭귄유괴 악당 야스퍼
- 꼬비꼬비(KBS) - 대장 도깨비
- 보리와 짜구(KBS) - 멀도
- 내일은 월드컵(SBS) - 우장호
- 마일로의 대모험(KBS) - 건성이
- 스페릭스(KBS) - 로스
- 달려라 바우(KBS) - 바우
- 우주용사 씽씽캅(KBS) - 데굴데굴 마왕
  - 슈퍼 씽씽캅(KBS) - 몬스터대왕
- 꼬마유령 캐스퍼(KBS)
- 애플캔디걸(KBS) - 카이
- 초롱이의 옛날여행(KBS) - 일본경찰 / 할아버지
- 삐까뽀 친구들(KBS) - 시컴맨(컴퓨터) / 수리센터 박사
- 환상마을 토포토포(KBS) - 아칸 / 아빠 토캡
- 헝그리 베스트5(KBS) - 놀부
- 마하특급 델타트레인(KBS) - 블라차
- 매직키드 마수리(KBS)
- 듀얼 마스터즈(SBS, 카툰 네트워크, 재능방송) - 스투
- 바비의 호두까기 인형(SBS) - 쥐대왕
- 붕가부(KBS) - 딩딩독
- 팽이대전 G블레이드(SBS) - 릭 / 아론
- 플레이볼(애니맥스) - 경남 / 강성구
- 동물수비대 딩키다이스(어린이TV) - 어니스트
- 무카무카 파라다이스(KBS) - 고지고지 / 둥근 바위
- 폭소 자동차 경주(투니버스) - 클라이드
- 올림포스 영웅 제이슨(애니원) - 드라쿠스
- 마징카이저(애니원) - 헬박사 / 암흑대장군
- 쥐라기 월드컵(KBS) - 이구
- 침묵의 함대(애니박스) - 알렉산더
- 초광속 그랜돌(투니버스) - 페이오스
- 우주 손오공(불교TV) - 저팔계
- 노다메 칸타빌레(애니맥스) - 에토
- 명탐정 코난(투니버스) - 송지섭
- 고쿠센(투니버스) - 타츠카와 미노루
- 카레이도 스타(투니버스) - 남자1
- 레이브(투니버스) - 베리알
- 정말 웃기는 마을(니켈로디언)
- 괴도 키드(투니버스) - 루시퍼
- 천방지축 덩크슛(SBS)
- 곰돌이와 숲 속 친구들(EBS)
- 니코의 세상(EBS) - 보리스 / 케이피스
- 막내둥이 또또(EBS) - 아빠
- 사랑해 클리포드(EBS) - 파닥 아저씨
- 잠의 요정 나일러스(EBS) - 부기맨
- 원피스(KBS) - 파티 / 보라호랑이(에피소드 오브 사보, 후지토라)
- 빅 히어로 시리즈(디즈니채널) - 칼라한 교수

### 애니메이션 영화
- 마법천자문 극장판 : 대마왕의 부활을 막아라 - 용왕
- 빅 히어로 - 칼라한 교수
- 명탐정 코난: 은빛 날개의 마술사 - 반정길
- 슈퍼배드2 - 사일라스
- 어머! 물고기가 됐어요 - 조
- 치킨 런(KBS) - 쥐
- 프린스 앤 프린세스

### 영화

#### 전담배우
- 홍금보
  - 화소도(SBS) - 유세걸
  - 귀타귀 90(KBS) - 아보
  - 나이스가이(KBS) - 자전거 행인
  - 복성고조(KBS) - 주전자
  - 부귀병단(KBS) - 뚱보
  - 부귀열차(SBS) - 정방천
  - 비룡맹장(KBS) - 황비홍
  - 사망유희(SBS) - 로첸
  - 오복성(KBS) - 주전자
  - 용적심(SBS) - 아달의 바보형
  - 의천도룡기(KBS) - 장삼풍
  - 프로젝트 A(KBS) - 탁일비
  - 복성고조(KBS) - 양배추
  - 하일복성(KBS) - 주전자
  - 홍콩투캅스(KBS) - 피엘
  - 화소도(SBS, KBS) - 유세걸
  - 10인의 영웅(원제:동방독응, KBS) - 동명신

- 쿠바 구딩 주니어
  - 제리 맥과이어(KBS) - 로드
  - 이보다 더 좋을 순 없다(KBS) - 프랭크 / 불량배(저스틴 허윅)
  - 어 퓨 굿 맨(KBS) - 칼 햄메이커 상병
- 더 록 (KBS) - 린스트롬(하워드 플라트) / 콕스 일병(브랜던 켈리) / 맥코이 일병(스티브 해리스) / 험비 주인(한스 조그 스트루하르)
- 무숙자 (KBS) - 총잡이(베니토 스테파넬리) / 이발소 주인
- 백 투 더 퓨처 (KBS) - 비프 (토마스 F. 윌슨)
  - 백 투 더 퓨처 2 (KBS) - 비프 (토마스 F. 윌슨)
  - 백 투 더 퓨처 3 (KBS) - 비프 (토마스 F. 윌슨)
- 스피드 (KBS)
- 13번째 전사 (KBS) - 국왕의 신하 (존 베어 커티스)
- 스타워즈 에피소드 2: 클론의 습격(KBS) - 장고 팻(테뮤라 모리슨) / 덱스터(롤랜드 포크)
- 맨 인 블랙(KBS) - 에드가/바퀴벌레 외계인 (빈센트 도노프리오), 프랭크(팀 브래니)
- 블러프(KBS) - 월터 몬테즈 (루이스 에두아르도 아랑고) 역
- 포 미니츠(KBS) - 뮈체 교도관 (스벤 피픽) 역
- 도로시(KBS) - 폴 팰런 (조 핸리) 역
- 매치스틱 맨(SBS) - 샤퍼 역
- 모범시민(KBS) - 다비(크리스찬 스톨트) / 죄수(레노 라퀸타노)
- 사이즈의 문제(KBS) - 아하론 (드비르 베네덱) 역
- 신의 손(KBS) - 장군(데이빗 베일리) / 병원 관리인(로버트 F. 츄)
- 소림축구(KBS) - 황금다리 (오맹달) 역
- 좋은 친구들(SBS) - 모리(척 로우) / 스텍스(새뮤얼 L. 잭슨) / 마약수사 경찰(보 디틀)
- 레알(SBS) - 지네딘 지단(본인)
- 사망유희(SBS)
- 스페셜리스트(KBS) - 찰리(마리오 에르네스토 산체즈)
- 용적심(SBS) - 형 역
- 블레이드 3(SBS) - 제이코 그림우드(트리플 H) / 마틴 서장(마크 베리)
- 해리가 샐리를 만났을 때(SBS) - 게리(카일 T. 헤프너) / 공항 승객(로버트 알란 보이스)
- 성룡의 홍번구(SBS) - 토미의 부하(데이빗 후퍼)
- 쥬라기 공원(SBS) - 데니스 네드리(웨인 나이트)
- 미지의 코드(SBS) - 조르쥬 아버지 역
- 레인디어 게임(SBS)
- 콘 에어(SBS) - 베이비(미켈티 윌리엄슨)
- 스워드 피쉬(SBS) - 마르코(비니 존스) / 요원(팀 디케이)
- 세인트 엘모의 열정(SBS)
- 폴리스 스토리(SBS) - 독사(윤발) 역
- 폴리스 스토리 4(SBS) - 앨런(설춘위) 역
- 살인 표적(SBS)
- 매드 맥스(KBS) - 루프(스티브 밀리챔프) / 정비공(닉 라소리스)
- 용행천하(KBS) - 택시 기사(진영명) / 연걸의 제자(루벤 곤잘레즈)
- 말레나(KBS)
- 택시 2(KBS)
- 다크 블루 올모스트 블랙(KBS) - 안토니오 역
- 사랑도 리콜이 되나요(KBS) - 배리 (잭 블랙) 역
- 처키의 신부(KBS) - 처키 역
- 거북이는 의외로 빨리 헤엄친다(KBS) - 후쿠시마 (시마다 큐사쿠) 역
- 늑대의 제국(KBS) - 마리우스(빈센트 그라스)
- 패닉 룸(KBS) - 번 햄 (포레스트 휘태커) 역
- 하일복성(KBS) - 뚱보 역
- 카풀(KBS) - 프랭클린(톰 아놀드) 역
- 춤추는 대수사선 THE MOVIE(KBS) - 아키야마 부서장(사이토 사토루) 역
- 양들의 침묵(KBS) - 검브 (테드 레빈) 역
- 식스티 세컨즈(KBS) - 케슬벡 (델로이 린도) 역
- 사이먼비치(KBS) - 벤 (올리버 플랫) 역
- 고인돌가족 플린스톤2(KBS) - 플린스톤 역
- 무간도2 - 혼돈의 시대(KBS) - 폴(차워추어로우 위차이) / 문증(진덕삼) / 예영효의 형(진망화) 역
- 대부 2 (KBS) - 토니 로사토(대니 아이엘로)
- 대부 3(KBS) - 네리 역
- 보디가드(KBS)
- 그랑블루(KBS) - 작크의 아버지(클로드 베송) / 로랜스 박사의 조수(피에르 세믈러)
- 토크 투 미(KBS) - '나이트 호크' 밥 테리 역
- 라카와나 블루스(KBS) - 빌 크로스비(테렌스 하워드) 역
- 호랑이와 눈(KBS) - 항공사 직원(스티븐 버킹럼)
- 부귀열차(SBS) - 정방천 역
- 볼 폰(KBS)
- 타이타닉(KBS) - 로위(요안 그리피드) / 바비(니콜라스 카스콘) / 조타수(폴 브라이트웰) / 화부장(데릭 리)
- 빌리 베스게이트(KBS)
- 애꾸눈 론 선장(KBS)
- 볼사리노2(KBS)
- 더티 해리(KBS)
- 카운터피터(KBS) - 홀스트(마틴 브람바흐) 역
- 안소니 짐머(KBS) - 드리스(사미르 구에스미)
- 북경 자전거(KBS)
- 드러머(KBS) - 하조(장요양) 역
- 흐르는 강물처럼(KBS) - 폴과 노먼의 친구(벅 시몬즈)
- 황야의 7인(KBS) - 베르나도 오라일리(챨스 브론슨) 역
- 포세이돈 어드벤처(KBS)
- 스타게이트(KBS)
- 화소도(KBS) - 아걸 역
- 타임라인(KBS)
- 추락한 백만장자(KBS)
- 택시3(KBS)
- 프리 머니(KBS)
- 13일의 금요일6(KBS)
- 나일강 살인 사건(KBS) - 지배인(I.S. 조하르) 역
- 디어 헌터(KBS)
- 글레디에이터(KBS)
- 타임 투 킬(KBS) - 오거 보안관 (찰스 S. 더턴) / 에이지 목사(토마스 머디스) 역
- 컬러 오브 나이트(KBS)
- 식스맨(KBS)
- 내게 너무 멋진 서쪽나라(KBS)
- 스네이크 아이(KBS) - 네드 캠벨(데이빗 안소니 히긴스)
- 포레스트 검프(KBS) -  심스 하사(캘빈 개든) / 미식축구 코치(브렛 라이스) / 클럽 손님(제프리 위너) / 군인(바이런 민스) / 흑표단(케빈 데이비스)
- 미이라(KBS) - 갓 핫산(오미드 절릴리)
- 귀여운 여인(KBS) - 흑인(압둘 살람 엘 라잭) / 회사 직원(다니엘 바돌) / 호텔 직원
- 커리지 언더 파이어(KBS)
- 아나콘다(KBS) - 대니 (아이스 큐브) 역
- 쇼생크 탈출(KBS) - 동료 죄수(프랭크 메드라노) / 간수(네드 벨러미) / 은행장(제임스 키식키)
- 특전대 네이비 씰(SBS) - 군인(톰 숀 폴리)
- 더 셀(KBS)
- 화양연화(KBS)
- 빌리 엘리어트(KBS)
- 뱀파이어와의 인터뷰(KBS) - 술집 남자(존 맥코넬) / 인형 만드는 사람(조지 켈리)
- 동경공략(KBS)
- 시네마 천국(KBS) - 마을 사람(이그나지오 파팔라르도)
- 탈주자(KBS)
- 메이저 리그2(SBS)
- 007 황금 총을 가진 사나이(KBS) - 닉넥 (허브 빌리체이즈) 역
- 차이나 스트라이크 포스(KBS) - 토니의 동료 역
- 용서받지 못한 자(KBS) - 찰리(존 파이퍼 페르구슨) / 슬림(로클린 먼로)
- 트윈스(KBS) - 버트(모리 체이킨)
- 버디(KBS) - 경찰(윌리엄 클라크)
- 다빈치 코드(KBS) - 꼴레(에타인 쉬코)
- 주어러(KBS)
- 전선 위의 참새(KBS)
- 에어포트(KBS) - 해리스 (베리 넬슨) 역
- 위험한 진실(KBS) - 마커스 (미켈티 윌리엄슨) 역
- 퀴즈 쇼(KBS) - 스템펠 (존 터투로) 역
- 마지막 보이스카웃(KBS, MBC) - 미식 축구 선수(빌리 블랭크스) / 불량배(토니 롱고) / 심판
- 우리도 사랑일까(KBS) - 마을관리, 앨버트 (앨버트 하우웰) 역
- 조슈아 트리(SBS) - 경찰(제프리 대쉬노)
- 덤 앤 더머(KBS) - 조(마이크 스타)
- 어쌔신(KBS) - 호텔 주차장 직원(스콧 스터버) / 룸 서비스 웨이터(마크 워드포드) / 경찰
- 상하이 눈(KBS) - 여관 직원(라파엘 바에스)
- JFK (KBS) - 누마(웨인 나이트) / 오스왈드 대역(프랭크 훼일리) / 증인(프루잇 테일러 빈스) / 로버트 케네디(본인)
- 델리카트슨 사람들(KBS) - 우채부(칙 오르테가)
- 인생은 아름다워(KBS) - 사장(지안카를로 코센티노)
- 엘 시드(KBS) - 알-카디르(프랭크 트링) / 돌포스(파우스토 토치)
- 무기여 잘 있거라(KBS) - 군인(프레드 말라테스타)
- 십계(KBS) - 신관(더글라스 덤브릴)
- 코 끝에 걸린 사나이(SBS) - 강도(조셉 트립아이)
- 노 머시(SBS) - 마약범의 친구(데이브 프티장)
- 내 이름은 던스턴 (KBS) - 리오넬(글렌 셰딕스)
- 파더스 데이 (SBS) - 맷(루이스 롬바디) / 호텔 직원(릭키 해리스)
- 로보캅 3(KBS) - 워렌 리드 경사(로버트 도퀴) / 강도(리 아렌버그)
- 수호전지 영웅본색 (SBS) - 병사
- 스티븐 킹의 토미노커스(KBS)
- 007 유어 아이스 온리(KBS)
- 하드 레인(KBS)
- 넉 오프(KBS)
- 위대한 탄생(KBS)
- 프리즌(영어판)(KBS)
- 미라클(KBS)
- 7인의 독수리(KBS)
- 소림36동자(SBS)

### 외화
- 마법사 멀린(KBS) - 드래곤(존 허트) 역
- 측천무후(SBS) - 이태 역
- 로스트(KBS) - 애코(아데웰 아킨누오예 아바제) 역
- 리썰 웨폰(KBS) - 페트리(브렛 라이스)
- 디셉션(KBS) - 코너스(마리오 밴 피블스)
- 경감 메그레(KBS) - 콜롬바니(이안 펄스톤 데이비스)
- 사브리나(KBS)
- 스필버그의 어메이징 스토리(KBS)
- 블라인드 저스티스(KBS)
- 시험의 신(투니버스) - 부장 역
- 가면라이더 블레이드(챔프) - 다치로 역
- 자이언트 세이버(투니버스) - 가게 사장 / 프랭크 박사 역
- 가면라이더 가부토 - 다도고로 슈이치
- 스페이스 가디언 - 흑성왕
- 가면라이더 리바이스 - 석영웅

### 게임
- 갓 오브 워3 - 포세이돈
- 이리너
- 임진록 2+: 조선의 반격 - 이여송, 고니시, 김덕령 역

### 방송
- 라디오 소설(봄봄) (EBS FM) - 해설(나)

### 드라마
- 제4공화국(MBC) - 보안사 대공과장 중령 홍성률 역

### CF
- 프링글스